# فيك فونتين
فيك فونتين هو شخصية خيالية ظهرت في الموسمين السادس والسابع من المسلسل التلفزيوني الأمريكي للخيال العلمي ستار تريك: ديب سبيس ناين. قام بتصويره جيمس دارين، وهو تمثيل ثلاثي الأبعاد لمغني وفنان على طراز لاس فيغاس رات باك في حقبة الستينيات، كجزء من برنامج يتم تشغيله في هولوسويتس في بار كوارك. تم تطوير الشخصية من فكرة المنتج التنفيذي ايرا ستيفن بير، الذي سعى لتقديم شخصية من هذا النوع خلال الموسم الرابع ليقوم بدورها فرانك سيناترا الابن. بعد أن رفض سيناترا الدور، تم النظر في فكرة أن يلعب ستيف لورانس الدور، ولكن مرة أخرى لم يتم استخدام الفكرة. حصل دارين على الدور بعد أن التقى به بير في عرض تذكاري في شمال هوليوود ودعوته إلى تجربة الأداء.
ظهر الشخصية لأول مرة في حلقة «طريقه»، وعاد لاحقًا في الموسم السادس في «دموع الأنبياء» وطوال الموسم السابع. مثل فونتين مصدرًا للنصائح الرومانسية للطاقم، كالمساعدة في جمع أودو (رينيه أوبرجونوا) وكيرا نيريس (نانا فيسيتور) معًا بالإضافة إلى مساعدة إيدينغ كوارك (آرمين شيمرمان) وجوليان بشير (ألكسندر صديق) للمضي قدمًا من حبهما لجادزيا داكس (تيري فاريل). كما أنه يساعد نوج (آرون آيزينبيرغ) على التعافي من فقدان ساقه في حلقة «إنه مجرد قمر من ورق». لرد الجميل في حلقة «بادا بينج بادا بانج»، قام الطاقم بمساعدة فونتين في إستعادت حانته بعد أن استولت عليه المافيا الأمريكية. يعود الطاقم إلى الحانة مرة أخيرة في خاتمة المسلسل «ما تتركه خلفك»، للاحتفال بعد الانتصار على دومينيون.
تم المدح بحلقات مثل «طريقه» و «إنه مجرد قمر من ورق»، وتمت مقارنة «بادا بينج بادا بانج» بفيلم أوشن 11 الشهير بالستينات. وتم المدح بالشخثية نفسها من قبل النقاد الذين قالوا على وجه التحديد إن الفرضية لم يكن ينبغي أن تنجح، لكنها نجحت، بسبب كل من الكتابة وأداء دارين.
      المفهوم والتطوير
سعى المنتج التنفيذي إيرا ستيفن بير منذ فترة طويلة لتقديم شخصية من نمط رات باك إلى ستار تريك: ديب سبيس ناين منذ الموسم الرابع، حيث كان من أشد المعجبين بلاس فيجاس في حقبة الستينيات وموسيقى تلك الفترة. كانت الفكرة الأولية أن الشخصية ستكون شخصًا يمكنه تقديم نصائح رومانسية، ولن تظهر في كل حلقة ولكن فقط عندما تكون هناك حاجة إليها. أثناء التحضير، كتب بير وروبرت هيويت وولف مشهدًا من أجل تجسيد الشخصية، بينما كان لدى بيرعلى الفور أحد الممثلين للعب الشخصية الجديدة: فرانك سيناترا الابن، أحد المعجبين المعروفين بستار تريك. اتصل المخرج رون سورما بسيناترا، الذي اعتقد أنها ستكون فكرة مضحكة. ومع ذلك، في المناقشات مع بير، أصبح من الواضح أن سيناترا أراد أن يلعب دورًا فضائيًا وليس الشخصية المغنية التي كانت في ذهنهم. وبسبب هذه الانتكاسة، تم تأجيل الفكرة في الوقت الحالي.
أثناء إنتاج حلقة الموسم الخامس «تحقيق بسيط»، تقرر إدراج المشهد الذي كان بير وولف قد ابتكروه سابقًا. تأمل بير في ذلك الوقت أنه في حين أن سيناترا قد لا يرغب في تصوير الشخصية، ربما شخص مشابه لستيف لورانس سيفعل. أطلق بيرعلى الشخصية اسم فيك فونتين، وهي مزيج من اسمين كان يخطط لاستخدامهما لبعض الوقت. لاحقًا، لاحظ بير وجود تشابه في التسمية بين الشخصية الجديدة والآخر من فيلم العراب (1972). لكن لورانس لم يكن متاحًا وثبت أن المشهد أطول من أن يتم تضمينه في الحلقة، لذلك تم تعليق الفكرة مرة أخرى. لم يكن بير متأكدًا من كيفية كتابة الشخصية في العرض حتى أصبح من الواضح أنه يمكن تضمينها كجزء من العلاقة بين أودو وكيرا نيريس في حلقة «أطفال الزمن». بدلاً من تصوير مشهد فردي، قرر إنشاء حلقة كاملة على نظام حقبة الستينات في لاس فيغاس، مما أدى إلى إنتاج «طريقه».
«طريقه»
تمت مقابلة العديد من الأشخاص لهذا الجزء، بما في ذلك توم جونز وروبرت جوليت وجيري فايل. في هذه الأثناء، حضر بير وصديقه عرضًا تذكاريًا في فندق بيفرلي جارلاند في شمال هوليوود، حيث كان جيمس دارين يوقع التوقيعات. لم يرغب دارين في حضور العرض، لكنه اقتنع بخلاف ذلك. اعتقد بهر أنه كان ساحرًا للغاية لدرجة أنه أراد التحدث معه حول الدور على الفور، لكن صديقه أقنعه أن لا يفعل ذلك لأنه كان قلقًا من أن دارين قد يعتقد أنه مجنون. تواصل سورما مع دارين حسب مطالبة بير. رفض دارين في البداية الدور ثلاث مرات، معتقدًا أن المغني الحقيقي الذي يلعب دورًا كمغني شيء مباشر جدًا. في النهاية أقنعه وكيل دارين بقراءة النص. لقد أحب لعب الشخصية أثناء قراءتها عشر مرات لاستيعاب الشخصية بما يكفي لتجنب الاضطرار إلى حفظ السطور. أطلق عليه فيما بعد «الحلم الذي تحقق».
جاء دارين من أجل اختيار الممثلين وبدأ يتحدث عن معرفة مكان مصدر البدلات الرسمية المناسبة، وأنه يمكنه ارتداء زوج من أحذية دين مارتن التي يمتلكها. خلال الاجتماع، أصبح بير مقتنعًا بأن دارين كان يؤدي بالفعل مقطوعة فونتين، بعد أن انتقل إليها بسلاسة في المحادثة. تجنب دارين عمدا قراءة النص في البروفة، لأنه لا يحب القراءة الباردة؛ بدلاً من ذلك، كان يرتجل عن قصد بعض الكلام الذي يعتقد أن الشخصية ستقولها. ومع ذلك، فقد فعل ذلك بطريقة، كما ذكر، أنه دفع بير للقول، «يا رجل، إنه أمر مضحك، لقد كتبت سطرًا مثل هذا تمامًا لفيك.» بعد مغادرة دارين، أخبر بير الكتاب الآخرين بحماس كم هو جيد، لكن ربما لا يزال يتعين عليهم رؤية ممثلين آخرين. أجاب المنتج هانز بيملر، «هل فقدت عقلك؟ ما الذي تتحدث عنه؟ كان فيك فونتين في الغرفة. ليس هناك شك، ليس هناك شك! إنه الرجل للدور!»
تم تعيين دارين في وقت لاحق لهذا الدور. كان يعتقد أن فونتين كان مزيجًا من مارتن وفرانك سيناترا، ووجد أن ذكر الشخصية للسفر مع هذا الثنائي إلى فيغاس في نص «طريقه» جعله يفكر في الماضي، كما سافر مع سيناترا، جونيور ونانسي سيناترا في طائرة سيناترا الخاصة إلى لاس فيغاس لمشاهدة سيناترا ومارتن يلعبان في فندق وكازينو ساندز في عدة مناسبات. في ذلك الوقت، لم يكن دارين متأكدًا مما إذا كان سيكون دورًا متكررًا أم لا، لكنه استمتع بالتجربة. فونتين في الحلقة الأخيرة من الموسم، «دموع الأنبياء»، وعدة حلقات طوال الموسم السابع.
الظهور
تم تقديم فيك فونتين لأول مرة في حلقة «طريقه» باعتباره صورة ثلاثية الأبعاد مدركة لذاتها بشكل لا يمكن تفسيره وذات بصيرة عاطفية والذي يشكل جزء من نظام رات باك الجديد في برنامج حانة لاس فيغاس المملوكة للدكتور جوليان بشير (ألكسندر صديق). حضر العديد من الطاقم الرئيسي لأدائه في «أنت لا أحد حتى يحبك شخص ما». بعد ذلك، يسعى أودو (رينيه أوبرجونوا) للحصول على بعض النصائح على انفراد من فونتين حول مشاعره تجاه كيرا نيريس (نانا فيسيتور). تساعد الصورة العاكسة ثلاثية الأبعاد أودو في التدرب على صورة ثلاثية الأبعاد أخرى تشبه لكنها لا تعمل بشكل صحيح. لكن أودو وجد أنه عندما تعود النسخة الحقيقية إلى المحطة، فإنها بالكاد تستطيع التعامل. ينقل فونتين نفسه إلى برنامج التأمل هولو الخاص بكيرا ويدعوها لتناول العشاء وهي تقبل فضوليًا. دعا فونتين أودو للعودة إلى برنامجه، قائلاً إن هولو كيرا تتصرف الآن مثلها تمامًا. يجتمع الاثنان في الهولودك والموعد يسير على ما يرام حتى يكشف أودو أنه يعتقد أن كيرا لحقيقية هي في الواقع صورة ثلاثية الأبعاد. كشفت الحيلة، وكلاهما ينظر باتهام إلى فونتين ويغادر. ولكن بمجرد الخروج من المتنزه، بدأ الثنائي في الجدال، مما أدى إلى تقبيل أودو لكيرا.
أثناء الظهور الثاني للشخصية في «دموع الأنبياء»، قام بشير وكوارك (أرمين شيمرمان) بتشغيل برنامج فورتين بعد في محاولة لإثارة فرحتهم بعد أن أدركوا أنهم لن يحظوا أبدًا بفرصة مع جادزيا داكس (تيري فاريل) بسبب علاقتها مع ورف (مايكل دورن). ينصحهم الهولوغرام بالاستمرار في حياتهم. في الحلقة الأولى من الموسم السابع، «صورة في الرمال»، حزن وورف على وفاة جادزيا. ذهب إلى فونتين وطلب منه أن يغني أغنية فرانك سيناترا «على طول الطريق». غنى فونتين الأغنية على مضض، وفي منتصف الغناء، بدأ وورف في تدمير الحانة من غضب الحزن. في بداية «حصار AR-558»، قام فونتين بتجربة أداء روم (ماكس غرودينشك) كمغني صالة جديد. لم يحصل على الوظيفة. في وقت لاحق، بينما كانت قوات الاتحاد تحت الحصار من قبل جمهادار، يلعب بشير تسجيل فونتين «سأراك» على نظام صوتي لرفع الروح المعنوية. نتيجة لفقده ساقه أثناء الحصار، في «إنه مجرد قمر من ورق»، يواصل نوج (آرون آيزينبيرغ) في تشغيل هذه الأغنية على إنفراد عند عودته إلى ديب سبيس ناين. يذهب إلى الهولوسويت لتشغيل برنامج فونتين، ويبدأ في الاعتماد عليه، وينتقل بشكل فعال إلى الهولوسويت بشكل دائم.
إزري داكس (نيكول دي بوير)، مستشارة المحطة، لديها مخاوف بشأن نوج الذي يعيش في عالم خيالي ويتحدث إلى فونتين، الذي يوضح أن لديه خطة لتصحيح الوضع. يقنع فونتين نوج بأن الحانة في مشكلة وأنه يحتاج إلى بعض المساعدة في الحسابات؛ يستخدم فيرينجي معرفته التجارية لمساعدة الهولوغرام. يصادق فونتين نوج وبعد فترة يحاول إقناعه بالعودة إلى العالم الخارجي بعد مطالبة من إزري. يرفض نوج المغادرة، مما أدى إلى إغلاق فونتين لبرنامجه ورفض السماح له بإعادة التشغيل. يبدو فونتين لنوغ في هولوسويت فارغ، ويعترف نوغ أن إصابته جعلته يخشى الموت والحرب المستمرة مع الدومينيون. ينصح فونتين نوج، الذي يشعر بالقوة الكافية لمغادرة الهولوسويت والعودة إلى الخدمة. بعد فترة وجيزة من استئناف دوره مرة أخرى في المحطة، عاد نوج إلى فونتين ليبلغه أنه أقنع كوارك بترك البرنامج قيد التشغيل باستمرار للسماح لفيك بحياة خاصة به.
تظهر نسخة محتملة من فيك فونتين في «عباءة الإمبراطور الجديدة». يبدو أن هذا الإصدار من فونتين بشري (لم يتم تقديم تفسير لذلك)، وقتل بالرصاص خلال معركة فيزر. يُجبر فونتين على الخروج من ناديه في «بادا بينج بادا بانج» من قبل المافيا الأمريكية، التي حولته إلى كازينو. يريد باقي الطاقم عودة حانة فونتين إلى ما كانت عليه، ويواجهون إما إعادة ضبط البرنامج وفقدان ذاكرة الهولوغرام للطاقم أو المشي بالقصة وإعادة الحانة إلى فيك. لذلك يقود الكابتن بنجمين سيسكو (أفيري بروكس) فريقًا لسرقة  إيرادات الكازينو. بعد نجاحهم، أعاد البرنامج الحانة إلى ما كانت عليه، واحتفل فونتين بغناء «الأفضل لم يأت بعد» للطاقم. خلال ختام ديب سبيس ناين «ما تتركه خلفك»، يمرر كوارك الوقت خلال الهجوم على Cardassia Prime من خلال لعب Go Fish مع فونتين. في وقت لاحق، بعد الانتصار وهزيمة الدومينيون، عاد الطاقم إلى حانة فيك لحضور حفل احتفالي.
الاستقبال
تم استقبال شخصية فيك فونتين بمراجعات متباينة من قبل كل من النقاد والجمهور. بينما لم يعجب كيث ديكانديدو بفكرة برنامج فورتين في مراجعته لـ «طريقه» لموقع Toro.com، قائلاً «إنه أمر سخيف، إنه تافه، إنه يثير جميع أنواع الألغاز الأخلاقية بأن المسلسل لا يظهر أبدًا أقصى اهتمام بالتحقيق»، قال إنه استمتع بأداء دارين، مما جعله يبتسم في كل مرة تحدث فيها دارين. مدح زاك هاندلين بمشاهد الستينيات في «طريقه» لصحيفة The A.V. قائلاً إنه «ليس سخيفًا تمامًا كما يبدو، وحقيقة أنه يعمل حتى عن بعد هو شهادة على الممثلين والسيناريو».
وصفت تشارلي جين أندرس فونتين بأنها «غينيا أقل روعة» في انتقاداتها ل «بادا بينج بادا بانج». تم تضمين الحلقة في قائمتها لأسوأ حلقات سلسلة ستار تريك ذات الصلة بالهولوديك، لكنها أضافت أنها كانت من محبي «إنه مجرد قمر من ورق». تم تصنيف تلك الحلقة على أنها ثالث أفضل حلقات المسلسل من قبل جيم ويلر لـ Den of Geek، الذي دعا فونتين «المضيف المثالي للصور الثلاثية الأبعاد» في العرض. تم اختيار الشخصية سادس أفضل شيء عن ديب سبيس ناين في قائمة النقاط البارزة بواسطة TrekToday في عام 2015.
في عام 2020، صنفت ScreenRant فيك فونتين في المرتبة العاشرة كأفضل شخصية هولوديك من سلسلة ستار تريك.